# Фонотека
Фонотека — систематизоване зібрання фонограм. Як правило це приміщення або заклад чи відділ установи, що збирає, зберігає й видає фонограми в тимчасове користування хоч термін також вживається й щодо приватних колекцій аудіозаписів.